# پرینس دزایر گوانو
پرینس دزایر گوانو (انگلیسی: Prince-Désir Gouano؛ زادهٔ ۲۴ دسامبر ۱۹۹۳) بازیکن فوتبال اهل فرانسه است.
از باشگاه‌هایی که در آن بازی کرده‌است می‌توان به باشگاه فوتبال یوونتوس، باشگاه فوتبال والویک، باشگاه فوتبال غازی عینتاب‌اسپور، باشگاه فوتبال ویرتوس لانچانو، باشگاه فوتبال ریو آوه، باشگاه فوتبال آتالانتا، باشگاه فوتبال ویچنزا، باشگاه فوتبال لو آور، و باشگاه فوتبال بولتون واندررز اشاره کرد.
وی همچنین در تیم‌های ملی فوتبال زیر ۱۸ سال فرانسه، زیر ۱۹ سال فرانسه، و زیر ۲۰ سال فرانسه بازی کرده‌است.